# Straumsida
Die Straumsida (norwegisch für Stromflanke) ist ein 40 km langes Kliff im ostantarktischen Königin-Maud-Land. Das Kliff ragt als Osthang des Ahlmannryggen an der Mündung des Jutulstraumen in das Fimbul-Schelfeis auf.
Norwegische Kartographen, die es auch benannten, kartierten es anhand von Vermessungen und Luftaufnahmen der Norwegisch-Britisch-Schwedischen Antarktisexpedition (1949–1952) und zwischen 1958 und 1959 entstandenen Luftaufnahmen der Dritten Norwegischen Antarktisexpedition (1956–1960).